# 谷阿莫
谷阿莫（1986年1月1日—），本名仲惟鼎，臺灣網絡紅人、YouTuber與企业家。其經常講解電影，並讓觀看者快速瞭解电影劇情，在講解電影的同時還穿插個人評論，2020年開始實況直播遊戲《三國志・戰略版》。同時也是「知識糖果數位社群媒體股份有限公司」的首席执行官。

## 經歷
- 2014年9月20日，谷阿莫以「爛肉」為暱稱發表處女作，一開始對法國科幻動作電影《露西》發表評論，但那只是當作個人對看完電影後的心得；受到關注後，才開始以「谷阿莫」暱稱解說其他電影。

- 2017年7月27日，臺北地檢署首度以被告身分傳喚谷阿莫到案說明，提告片商也一併出庭；庭訊結束後，谷阿莫重申要大家重視「二次創作」[4]。

- 2017年8月24日，谷阿莫被控侵害著作權案再出庭，庭訊前表示，相關問題交給律師回應[5]。
- 2018年3月1日，谷阿莫受邀Yahoo奇摩新聞獨家專訪[6]提到，由於經歷著作權爭議、被片商提告等原因，他已研究過國內外相關的案例，並希望大家可以用國際化的視野來看待二次創作；也提到「希望二次創作能好好被討論，讓很多人不用擔心創作被告；也希望法律能定義好正確的作法，將開放的空間訂得更明確，畢竟世界各國很多人都在做這件事」，表達了他對二次創作的想法。
- 2018年3月6日，谷阿莫推出同名品牌鳳梨酥「谷阿莫鳳梨酥」，並打造擁有ISO認證的烘焙廠，透過網路賣場購買後能直送到台灣各地、中國大陸以及馬來西亞。但目前賣場已全數下架停賣。

- 2018年6月7日，台北地檢署調查後認為谷阿莫未經授權違法使用電影片段重制，依違反《著作權》法將其起訴。[7][8][9]，但同時也還在持續製作「X分鐘看完一部XX的電影」系列影片。

- 2019年2月21日，谷阿莫再次開設頻道「谷阿莫Life」，製作電影實驗影片，親自實驗各種電影中的橋段與動作對普通人來說是否可能做到。
- 2020年6月9日，歷經三年，谷阿莫與5大片商的官司和解告終，並表明本人並不認為自己的創作侵權，但由於此案為新興科技衍生的爭議，著作權法及實務見解都尚未明朗，為避免長期訴訟程序使各方耗時費力，因此願意以和解止息紛爭，期待未來還有合作的機會[10]。
- 2021年10月10日，谷阿莫現身在大麻風波裡的實況主Toyz的Youtube頻道，除以朋友身分簡單解釋Toyz及其頻道近況外，也帶該頻道團隊成員進行驗尿，並舉辦拒絕毒品創意影片大賽[11][需要更多来源]。
- 2023年2月，谷阿莫參加時代力量第四屆決策委員選舉，[12]與呂宇晟、彭致豪、廖子齊、葉忠倫組成新力量陣線聯合競選[13]；消息公布後，其中國大陸社交媒體及影音平台的帳戶於次日遭全面封禁[14][15]。2023年2月12日，谷阿莫落選並回應說：「這場社會實驗還沒失敗」[16]。
- 2023年4月30日，谷阿莫宣布因與時代力量理念不合而退黨。[17][18]
- 2023年11月24日，對被網友指控在秀泰影城看電影時大聲說話並亂吐爆米花一事做出回應，並向其影城經理詢問，證實並無此事。

## 獎項
| 年份 | 典禮        | 獎項                                            | 作品                                                                   | 結果 |
| ---- | ----------- | ----------------------------------------------- | ---------------------------------------------------------------------- | ---- |
| 2016 |             | 「優酷土豆自頻道TOP100」獎                      |                                                                        | 獲獎 |
| 2016 |             | 「微博 超級紅人節 十大影片紅人獎」              |                                                                        | 獲獎 |
| 2016 |             | 「第2屆WebTVAsia「年度最佳頻道獎」              |                                                                        | 獲獎 |
| 2016 |             | 「微博 十大影響力電影大V」獎                    |                                                                        | 獲獎 |
| 2017 |             | 「微播易 年度最具投資價值自媒體」獎             |                                                                        | 獲獎 |
| 2017 |             | 「頭條號 出人意表獎」                           |                                                                        | 獲獎 |
| 2017 |             | 「微博 十大影響力電影大V」獎                    |                                                                        | 獲獎 |
| 2018 |             | 「西瓜視頻 入圍第一季度金秒獎」                 |                                                                        | 獲獎 |
| 2018 |             | 「一點號 影片榜」                               |                                                                        | 入圍 |
| 2018 |             | 「西瓜視頻 影視領域 十佳創作人」獎              |                                                                        | 獲獎 |
| 2018 |             | 「微博 微博內容商業聯盟優享計劃合作夥伴」獎     |                                                                        | 獲獎 |
| 2018 |             | 「今日頭條 金秒獎 定義短視頻獎」                |                                                                        | 入圍 |
| 2020 |             | 「微博電影 電影影片V勢力 十大優秀電影種草官」獎 |                                                                        | 獲獎 |
| 2020 |             | 「微博 最具影響力電影大V」獎                    |                                                                        | 獲獎 |
| 2020 |             | 「微博 百大視頻號」獎                           |                                                                        | 獲獎 |
| 2022 | 第4屆走鐘獎 | 生命貢獻獎                                      | 花120,000包場從3F跳下來，實測遮陽傘真的可以當降落傘嗎【谷阿莫life】#89 | 入圍 |
| 2023 | 第5屆走鐘獎 | 生命貢獻獎                                      | 實測坐車上被土石流活埋該怎麼逃生？破箱而出EP7                          | 入圍 |
| 2024 | 第6屆走鐘獎 | 生命貢獻獎                                      | 開車飛入大海，全球唯一、耗費30萬的真實體驗                             | 入圍 |
| 2024 | 第6屆走鐘獎 | 親手做的獎                                      | 丟鞭炮到自製下水道，水溝蓋真的會被炸飛嗎【谷阿莫Life】228              | 入圍 |
| 2024 | 第6屆走鐘獎 | 年度最佳影片獎                                  | 開車飛入大海，全球唯一、耗費30萬的真實體驗                             | 入圍 |

## 音樂作品
| 曲序 | 曲目     |        | 编曲          | 製作人 | 备注                                               | 时长 |
| ---- | -------- | ------ | ------------- | ------ | -------------------------------------------------- | ---- |
| 1.   | 妖豔賤貨 | 谷阿莫 | 廖晉儀LIAOBOY | 詹子玥 | 發行日期：2017年5月18日 音樂錄影帶特別演出：林雨葶 | 2:48 |

## 批評
- 2015年3月15日，人渣文本認為雖然在電影評論方面沒有倫理問題，但在影片著作財產權方面有法律疑慮。[21]
- 2015年12月5日，網紅廣告小妹称：「是人參果就不必怕豬八戒，是好電影也不用怕谷阿莫。」提到電影的好壞非常主觀，許多網友認為自己心中頗具深度的好片被谷阿莫解說的很膚淺而生氣，但她也提醒大家要保持質疑的態度：「你怎麼知道導演的原意博大精深深不見底呢？」[22]

## 著作權侵權爭議
- 針對有無侵權問題，媒體報導谷阿莫強調不會有人看完10分鐘的影片，就認為自己看完了原作，更指出，透過這系列自己創作的影片，表達了自己的想法，「也讓更多人了解電影生態，使某部分乏人問津的電影有更多人知道，甚至增加票房收入」，堅稱自己的影片符合「評論、研究、解說、教學或新聞報導」的原則，也就是符合著作權合理使用原則在網路上的適用。[23]
- 但專精《著作權法》的臺北地檢署前檢察官、律師徐仕瑋認為，谷阿莫在重製、公開傳輸、改作部分，都沒經過片商同意，雖他堅稱影片沒營利、收費，但最近傳出他的事業獲得中國大陸A輪投資，影片還是可能偏向商業目的，不能算是合理使用，有侵權問題。[24]
- 學者章忠信表示，片商認為谷阿莫剪輯網路非法影片構成侵害著作權，不該是關鍵點，同時指出若是單純濃縮原版就不宜主張合理使用，但若是用在揶揄嘲諷原著，則有很大合理使用空間。[25]國立政治大學法律系馮震宇教授也指出，在判斷是否侵害著作權時，要先確定該作是否有著作權存在，其次則要探討著作權是否有效，接下來則是根據「接觸＋實質近似=侵權(Access + Similarity = Infringement)」的公式判斷是否構成侵權。若構成侵權，才要判斷其利用是否構成合理使用（Fair Use，英國體系稱為Fair Dealing，大陸法系稱為著作權之限制），因此合理使用乃成為是否最終構成侵害著作權的關鍵，也是著作權法最富爭議性的問題之一。谷阿莫能否全身而退，就看法院是否採納他的合理使用主張了。根據美國司法實務經驗，原著作轉化的程度越高，就越不需要考慮營利與否的問題。[26]
- 主管《著作權法》的經濟部智慧財產局著作權組長毛浩吉指出，著作權法52條、65條，分別針對「合理使用」訂出嚴格規範，必須基於報導、評論、教學、研究或其他正當目的之必要，才能在合理範圍內引用已公開發表之著作。毛浩吉強調，前提是當事人必須有自己的著作，在寫書、發表論文等狀況下，可合理引用他人作品。因此，谷阿莫剪輯的影片中，自身著作的成分將是關鍵。此外，雖然谷阿莫主張自己剪輯的影片上網分享未收費，不屬於營利性質。不過毛浩吉強調，相關電影經谷阿莫加註嘲諷評論後，一旦影響權利人經濟利益或商品價值，造成權利人損失，即使不具營利性質仍然觸法。[27]
- 智慧局称對於這樣的網路創作，著作權法也不是一味限制。近年著作權修法中，就曾討論過是否要為「詼諧仿作」（Parody）做出特別規範，給予較大的合理使用空間。不過，官員表示，由於國內權利人很難接受kuso，合理使用條件也有很多爭議，最後沒有放入修法草案中。[28]
- 在台北地檢署起訴後，影評人膝關節說，這場官司即便輸掉，對谷阿莫來說絕對是不痛不癢，甚至還可以激起一票「不管怎樣我們就是會同情輸掉官司的弱者」聲浪。[29][30][31]

## 外部連結
- WebTVAsia首頁（页面存档备份，存于）
- 谷阿莫的Facebook專頁粉絲頁
- 谷阿莫的Instagram帳戶
- 谷阿莫的新浪微博（已被封禁）
- 知識糖果數位社群媒體股份有限公司（页面存档备份，存于）
- 优酷上的谷阿莫（页面存档备份，存于）的自頻道（已被封禁）
- 腾讯视频的谷阿莫（页面存档备份，存于）的自頻道（已被封禁）
- 谷阿莫的哔哩哔哩个人空间（已被封禁）
- 微信公眾號：谷阿莫AmoGood（已被封禁）
- YouTube上的主頻道【谷阿莫】頻道
- YouTube上的谷阿莫Life頻道